# Uzonita
La uzonita és un mineral de la classe dels sulfurs. Rep el seu nom de la seva localitat tipus, la caldera Uzon, a Rússia.

## Característiques
La uzonita és un sulfur de fórmula química As₄S₅. Va ser aprovada com a espècie vàlida per l'Associació Mineralògica Internacional l'any 1984. Cristal·litza en el sistema monoclínic. Es troba com a cristalls prismàtics, de fins a 0,5 mm, allargats al llarg de [001], amb {110}, {001} i {101}; en {110} exhibeix estriacions fines paral·leles a [111]. La seva duresa a l'escala de Mohs és 1,5.
Segons la classificació de Nickel-Strunz, la uzonita pertany a «02.FA: Sulfurs d'arsènic, àlcalis, sulfurs amb halurs, òxids, hidròxid, H₂O, amb As, (Sb), S» juntament amb els següents minerals: duranusita, dimorfita, pararealgar, realgar, alacranita, laphamita, orpiment, getchellita i wakabayashilita.

## Formació i jaciments
Va ser descoberta a la caldera Uzon, a l'óblast de Kamtxatka (Districte Federal de l'Extrem Orient, Rússia). També ha estat descrita a Lăzăreşti (Harghita, Romania). Sol trobar-se associada a altres minerals com: realgar, orpiment, alacranita, estibina, cinabri, pirita i sofre natiu.